# Mitsuko Yokoyama
Mitsuko Yokoyama (jap. 横山 満子, Yokoyama Mitsuko; * um 1940) ist eine ehemalige japanische Badmintonspielerin. 

## Karriere
Mitsuko Yokoyama gewann 1961 bei den japanischen Einzelmeisterschaften ihren ersten nationalen Titel. Sie siegte dabei im Damendoppel. Vier Jahre später wurde sie erneut Titelträgerin, diesmal jedoch im Einzel. Im Finale des Uber Cups 1966, der Weltmeisterschaft für Damenmannschaften, konnte sie mit dem japanischen Team 1966 die USA bezwingen und somit Weltmeisterin werden.

## Sportliche Erfolge
| Saison | Veranstaltung                | Disziplin   | Platz | Name                            |
| ------ | ---------------------------- | ----------- | ----- | ------------------------------- |
| 1961   | Japan: Einzelmeisterschaften | Damendoppel | 1     | Mitsuko Yokoyama / Seiko Kimura |
| 1965   | Japan: Einzelmeisterschaften | Dameneinzel | 1     | Mitsuko Yokoyama                |
| 1966   | Uber Cup                     | Damenteam   | 1     | Japan                           |